# Ba Yan
Ba Yan (巴燕S, Bā YānP; 18 dicembre 1962) è un'ex cestista cinese.

## Carriera
Con la Cina ha disputato i Giochi olimpici di Los Angeles 1984 e i Campionati del mondo del 1983.